# بيتر ميلز
بيتر ميلز (6 ديسمبر 1958 - ) (بالإنجليزية: Peter Mills)‏ هو لاعب كريكت بريطاني.